# Connecticut Sun
Le Connecticut Sun sono una delle dodici squadre di pallacanestro che militano nella WNBA (Women's National Basketball Association), il campionato professionistico femminile degli Stati Uniti d'America.
La squadra è stata fondata come Orlando Miracle nel 1999, durante l'espansione della lega da dieci a dodici squadre, come una squadra sorella degli Orlando Magic della NBA. Nel 2003, la franchigia si trasferì in Connecticut facendo crescere la popolarità del basket femminile nello stato; per un po' è stata l'unica franchigia WNBA a non condividere il proprio mercato con una squadra NBA, fino a quando il trasferimento dei Seattle SuperSonics nel 2008 ha lasciato le Storm come l'unica squadra nella città di Seattle.
Le Sun si sono qualificate per i WNBA Playoffs in dodici delle loro diciotto stagioni in Connecticut.

## Storia della franchigia

### Orlando Miracle (1999-2002)
Prima che la franchigia si trasferisse in Connecticut nel 2003, la squadra operava come Orlando Miracle. Le Miracle giocavano le loro partite in casa al TD Waterhouse Centre di Orlando, in Florida, come squadra sorella degli Orlando Magic. Dopo la stagione 2002, la NBA ha venduto tutte le franchigie WNBA agli operatori delle rispettive squadre, che ha posto la lega nel bel mezzo di contrazioni squadra, rilocazioni, e potenziali lotte di lavoro. Dal momento che la proprietà dei Magic non era più interessata a mantenere i diritti del Miracle e nessuna partnership locale fu raggiunta, l'organizzazione cessò le operazioni e fu acquistata dalla Mohegan Tribe. Il 28 gennaio 2003, è stato annunciato che le Miracle si sarebbero dovute trasferire a Uncasville, Connecticut e cambiare il loro soprannome in Sun (in riferimento al casinò Mohegan Sun).

### La relocation e l'ascesa alla ribalta (2003-2008)
Con una nuova casa a Uncasville e due ex UConn Huskies nel roster, le Sun iniziarono la stagione 2003 cercando di costruire su una campagna 2002 in cui hanno perso i playoff a causa di uno spareggio con Indiana. I Sun subirono una revisione totale durante la off-season - selezionando Debbie Black nel draft di dispersione e acquisendo l'ex stella di Connecticut Rebecca Lobo per aggiungere un'altra attrazione locale da unire a Nykesha Sales. Il general manager Chris Sienko nominò Mike Thibault, un veterano dell'allenamento con due titoli NBA come assistente allenatore dei Los Angeles Lakers, come primo capo allenatore della franchigia.
Il 24 maggio 2003, il sole ha ospitato la prima partita di stagione regolare della sua stagione inaugurale, che è stato mostrato su ABC, il nuovo partner di trasmissione della lega. Il sole ha ceduto al due volte campione in carica Sparks prima di una folla tutto esaurito di 9.341. Alla conclusione della stagione 2003, il sole ha finito con un record di 18-16, che ha ottenuto il primo posto nei playoff da quando la franchigia si è trasferita. Il sole ha spazzato il secondo classificato Sting nel primo turno dei playoff, e prima di essere spazzato dal Detroit Shock nelle finali della Eastern Conference.
Rebecca Lobo ha annunciato il suo ritiro dopo sette stagioni nella WNBA. Il sole ha restituito Katie Douglas, Nykesha Sales e Taj McWilliams-Franklin, il gruppo che ha formato il nucleo di Thibault. Il general manager Chris Sienko ha fortificato quel nucleo con l'ex prodotto UConn Asjha Jones, che è stato acquisito in uno scambio di tre squadre, e il fenomeno Minnesota Golden Gophers Lindsay Whalen, che è stato preso con la quarta scelta assoluta nel 2004 Draft. Il sole è riuscito a strappare una prima scelta in una delle più profonde classi del draft nella storia della lega scambiando la perenne all-star point guard Shannon Johnson, una mossa che è stata universalmente stroncata dai tifosi del sole. Il sole selezionato Lindsay Whalen tra le voci che avrebbero scambiato alle Minnesota Lynx.
Tuttavia, è rimasto in squadra come il sole ha registrato un 18-16 record in un altrettanto talentuoso Eastern Conference, vincendo il # 1 seme. Al primo turno, le Sun sconfissero le Washington Mystics per 2-1. Nelle finali della Eastern Conference, il Sun continuò a giocare, spazzando le New York Liberty. Le Sun erano arrivate alle finali WNBA nella loro seconda stagione di esistenza. Nelle finali, la loro corsa sarebbe finita, come hanno perso una combattuta serie di tre partite, 2-1, al Seattle Storm.
Nella off season del 2005, le Sun acquisirono il centro Margo Dydek di 7'2" (2,18 m). Con una presenza dominante in post, le Sun controllarono la Eastern Conference, registrando un record di 26-8, il miglior record di regular season per una squadra della Eastern Conference nella storia della WNBA. Nei playoff, le Sun volarono alle finali, spazzando le Detroit Shock e le Indiana Fever. Nelle finali WNBA 2005, le Sun furono abbinate ad una squadra altrettanto dominante delle Sacramento Monarchs. Anche contro la fortuna del sole, Lindsay Whalen ha giocato attraverso la serie con infortuni. Le Sun avevano il vantaggio di giocare in casa, ma non servì a nulla; le Sun persero le finali per il secondo anno consecutivo, 3 partite a 1, nelle prime finali WNBA giocate in un formato best-of-five.
Mohegan Sun Arena che si riempie prima di una partita.
Il successo della franchigia fu premiato nel 2005, quando i Sun furono selezionati per ospitare l'annuale WNBA All-Star Game. L'All-Star Game è stato probabilmente il più emozionante nella storia della WNBA con le due squadre che si combinano per 221 punti. Alla fine della partita, Lisa Leslie divenne la prima donna a schiacciare in un All-Star Game.
Nel 2006, le Sun avrebbero eguagliato il loro record del 2005 e sembrava che un viaggio di ritorno alle finali fosse certo. Mike Thibault ricevette il WNBA Coach of the Year Award, e sembrava che nessuna squadra potesse fermare le Sun. Tutte e cinque le titolari furono nominate nel WNBA Eastern Conference All-Star team: Katie Douglas, Margo Dydek, Taj McWilliams-Franklin, Nykesha Sales e Lindsay Whalen. Questa impresa non era mai stata realizzata prima nella storia della WNBA. Nei playoff, il Sun avrebbe rapidamente spazzato le Washington Mystics. Ma nelle finali della Eastern Conference, le Sun furono sconvolte dalle Detroit Shock, 2 partite a 1, sul parquet di casa delle Sun.
Il sole inciampò fuori dal cancello nel 2007, pubblicando un triste 5-10 record da fine giugno. Tuttavia, il Sun tornò in corsa per i playoff vincendo 11 delle successive 13 partite, per finire la stagione regolare a 18-16, abbastanza per vincere la testa di serie numero 3 della Eastern Conference. Nei playoff, i Sun affrontarono gli Indiana Fever nel primo turno. I Sun entrarono nella serie avendo vinto tutte e quattro le gare di stagione regolare contro i Fever. In gara 1, pur tenendo un vantaggio di 17 punti nel terzo trimestre, il sole ha permesso il Fever per forzare il primo triple-overtime gioco in WNBA playoff storia, che si conclude con una vittoria 93-88 per il sole. Tuttavia, il Fever avrebbe risposto vincendo le prossime due partite e quindi la serie, tra cui un playoff record 22 punti come-from-behind vittoria in gara 3.

### Breve declino (2008-2009)
Il front office sapeva che qualcosa doveva essere fatto per salvare la squadra da un altro finale deludente. Durante l'off-season 2007-08, il Connecticut Sun ha fatto grandi cambiamenti al loro roster nel tentativo di vincere quel titolo di campionato sempre sfuggente. Il sole ha fatto tre scambi, uno inviando Katie Douglas, il volto della franchigia, all'Indiana Fever, un affare che ha segnalato la fine della partnership che ha portato il sole alle apparizioni consecutive WNBA Finals. In cambio, il Sun ricevette Tamika Whitmore che avrebbe sicuramente creato una presenza fisica nella vernice, qualcosa che il Sun era stato carente negli anni precedenti. Dopo quel monumentale commercio, Nykesha Sales ha annunciato che avrebbe seduto fuori la stagione 2008 a causa di molteplici lesioni fastidiose. 7'2" centro Margo Dydek anche preso la stagione fuori a causa della sua gravidanza. Con tre ex starters mancanti dalla formazione Sun, la maggior parte dei critici sportivi e pubblicazioni previsto la squadra per finire quarto in Oriente. Alcuni sostenevano addirittura che il Sun sarebbe arrivato sesto, solo davanti all'espansione Atlanta Dream.
Contrariamente a queste previsioni, il sole ha iniziato la stagione con un eccezionale record di 8-1. Presto, tuttavia, la squadra si trovò in un crollo deludente. Il sole è andato su una striscia di cinque partite perse, il peggiore mai per una squadra sotto Mike Thibault. La squadra terminò la stagione regolare con un record di 21-13 che la collocò al secondo posto nella Eastern Conference, ad una sola partita dal primo posto. Nei playoff, la gioventù e l'inesperienza dei Sun li raggiunse; le New York Liberty vinsero la terza partita sul parquet di casa dei Sun e per il secondo anno consecutivo i Sun non riuscirono ad avanzare alle finali della Eastern Conference.
Superando molte aspettative durante la stagione di ricostruzione del 2008, il Sun cercò di tornare ancora più forte nel 2009. Non c'era motivo di credere che il Sun non avrebbe conteso la posizione nei playoff. Durante le prime sei stagioni la squadra è stata in Connecticut, il sole hanno legato il più alto record di vincita di qualsiasi squadra in WNBA durante quel periodo di tempo, postando un record di 127-77, traducendo in una percentuale di vincita di .623, con il Detroit Shock avendo lo stesso record esatto per quei sei anni. Quel successo si è riflesso nella partecipazione della squadra, che è salito da 6.025 nel 2003 a 7.644 nel 2008.
Il WNBA All-Star Game 2009 si è tenuto il 25 luglio alle 15:30 nella Mohegan Sun Arena. Era la seconda volta che il sole aveva ospitato il gioco. È stato trasmesso a livello nazionale su ABC (HD). Come le due stagioni precedenti, avrebbero iniziato la stagione su una nota di lotta. Ma in seguito vinsero 7 delle loro successive 10 partite, mettendole in posizione di playoff. A metà stagione, tuttavia, c'era un pareggio a tre per il secondo posto che comprendeva il sole, il sogno e le mistiche. Il sole, afflitto da un infortunio di fine stagione per all-star Asjha Jones perso i playoff per la prima volta dal trasferimento da Orlando. I fan del sole hanno trovato un finale sgradito e non familiare alla stagione 2009. Hanno finito complessivamente con un record di 16-18 e finito 6 ° nell'est. Dopo che la squadra fu estromessa dai playoff, Thibault disse che ci sarebbero stati dei cambiamenti.

### Una ventata di rinascita (2010-2012)
Dopo un'implosione a fine stagione nel 2009, il capo allenatore Mike Thibault ha dovuto prendere alcune decisioni cruciali per una squadra la cui cultura si è completamente rotta l'anno scorso. Connecticut ha iniziato il suo processo di ricostruzione rapidamente, acquisendo DeMya Walker nel draft di dispersione dei Monarchs. Il sole ha poi preso la prima scelta assoluta nel draft collegiale del 2010 in uno scambio con le Minnesota Lynx; uno scambio che avrebbe avuto il volto più riconoscibile del sole nella point guard Lindsay Whalen, insieme alla seconda scelta assoluta, spedita a Minneapolis. Questo pacchetto netted il sole Renee Montgomery, che avrebbe dimostrato di essere di lusso nell'affare. Thibault continuò a rimodellare il suo roster dopo aver introdotto Kara Lawson in una conferenza stampa come nuovo membro del Sun. Lawson era precedentemente un membro della squadra dei Monarchs che decimò le possibilità del Sun di un titolo WNBA. Lawson, insieme a Montgomery, formava un backcourt che sarebbe stato in grado di dettare il ritmo e sostenere l'attacco dell'arsenale perimetrale delle Sun. Le Sun firmarono anche le riserve Anete Jēkabsone-Žogota e Tan White con contratti pluriennali per solidificare il rinnovato backcourt delle Sun.
Le Sun sono arrivate al Draft WNBA 2010 con due scelte al primo turno - la prima e la settima scelta assoluta, l'ultima delle quali è stata acquisita un giorno prima del draft da Tulsa. Con la sua prima scelta assoluta nella storia della franchigia, il sole ha preso UConn standout e Player of the Year destinatario, Tina Charles, il consenso top prospetto disponibile. Giocando a fianco del talento principale a livello collegiale, Charles aveva dimostrato che era pronta a pilotare un attacco e guidare questa franchigia nell'era post-Sales. Dopo la selezione di Charles, Thibault ha avuto il resto del draft per fortificare le armi intorno al suo centro appena acquisito. Per diminuire le perdite di Amber Holt e Chante Black, entrambi parte del pacchetto con lo shock, il sole selezionato Kansas prodotto Danielle McCray. Prima del draft, si è capito che McCray non sarebbe stato disponibile a partecipare alla prossima stagione a causa di un infortunio al legamento crociato che ha subito al college. C'era un rischio relativo alla sua durata, ma il potenziale di McCray come superstar era una ragione sufficiente per fare un salto di fiducia. Il sole ha cementato il suo corpo di guardia con la selezione di Allison Hightower al secondo turno. Thibault non ha finito di lasciare un segno il giorno del draft, mentre manovrava intorno al draft board per indirizzare la sospetta difesa del sole. Ha catturato l'ex Cornhusker Kelsey Griffin, che è stato preso terzo assoluto, in uno scambio ancora una volta coinvolgendo le Lynx. Questo scambio avrebbe il sole cedendo le loro prime e seconde scelte nel draft del prossimo anno. L'acquisizione di giocatori ambiti attraverso il draft e la free agency ha coronato una off-season di cambiamento che ha trasformato una franchigia per il futuro. Anche se la ricostruzione del sole è rimasta un lavoro in corso, questa classe di talento di prospettive sarebbe servita come base per una squadra che saltò indietro nella contesa più veloce di chiunque previsto.
Dopo la stagione WNBA 2010, emerse la notizia che il Connecticut Sun era la prima franchigia nella storia della WNBA a realizzare un profitto.
La stagione 2011 iniziò bene per le Sun. Pochi cambiamenti sono stati fatti nella off-season, che ha dato la squadra una certa coerenza e un anno di esperienza su cui costruire. Sandrine Gruda e Anete Jēkabsone-Žogota ha deciso di sedersi fuori la stagione, così il sole guardato altrove, l'aggiunta di Jessica Moore e contando su rookie Danielle McCray a passo avanti e segnare. In una dura Eastern Conference, il sole ha tenuto un record di 9-5 andando nella pausa All-Star.
Nella sua ricerca decennale di un titolo sfuggente, Mike Thibault si è trovato nel proverbiale sedile caldo per ingegnerizzare una corsa profonda. Ma l'assenza di urgenza si rifletteva nell'approccio alla free agency della squadra - facendo piccole onde per strappare Thompson e Cash alle loro rispettive squadre - per inchiostrare esclusivamente il robusto attaccante Mistie Mims in sostituzione di Charles. Mantenere lo status quo significava che il roster era impostato, tanto che il sole ha redatto una prospettiva maliana non annunciata. Entrando nella stagione, Thibault aveva assemblato un roster profondo che richiedeva solo un paio di mosse minori per completare il processo di off-season. La pazienza dell'allenatore ha pagato dividendi quando il suo nucleo fiorente imbullonato a un inizio 6-1 evidenziato da un Montgomery irritato girando le redini di partenza a Hightower. Conducendo nella pausa olimpica di 1 mese, il sole infilato insieme una striscia di cinque vittorie per migliorare a una lega migliore marchio 15-4. Dopo i giochi inopportuni, che hanno visto il tandem Jones-Charles del club contribuire a catturare l'oro per Team USA, Connecticut ha continuato a svolgere superbamente mentre a corto di personale. Hanno finito la stagione 25-9, con un record migliore strada (13-4) che come padroni di casa. Il sole respinto tardiva libertà raduni per spazzare il loro modo in una giostra con il febbre in quello che era la prima finale di conferenza della squadra dal lifting radicale del 2010. Nella serie, il sole si sono portati alle porte di un berth Finals dopo notching un decisivo rout di gioco 1. Ma costruire su un emozionante due punti Game 2 vittoria e un grido di rally dopo aver perso Douglas, Indiana deragliato il viaggio apparentemente predestinato del sole in un 71-87 casa romp, una sconfitta che essenzialmente costato lungo allenatore Thibault suo lavoro. La parte del leone delle fortune della stagione è venuto dal triumvirato di talento di Lawson, Jones e lega MVP Tina Charles affiancato da Mims e sesta donna Montgomery ritagliarsi una nicchia come un duo di energia fuori i pini. Anche se il fallimento era quello che è venuto in mente nel fare un bilancio della stagione decennale della squadra; il febbre catturando il titolo dell'anno è emblematico di questo.

### Cambio al vertice (2013-2016)
Il 20 novembre 2012, Mike Thibault è stato sollevato dai suoi doveri come capo allenatore della franchigia. Mentre era al timone, ha accumulato un record di 206-134 sulla strada di 8 apparizioni nei playoff, quattro titoli della Eastern Conference e raggiungendo le finali WNBA due volte nei suoi dieci anni di mandato. Tuttavia, le squadre di Thibault hanno avuto la notorietà per non riuscire a girare il loro proverbiale interruttore per chiudere le partite; affinando una fiorente reputazione per piegare sotto pressione. Questa dubbia distinzione, insieme al fallimento di raggiungere un campionato di franchigia prima, ha portato al licenziamento dell'allenatore. Con un occhio al raggiungimento dell'obiettivo di un titolo WNBA, la squadra assunse Anne Donovan, Hall of Famer, come successore di Thibault. Tra gli altri incarichi WNBA, Donovan fu il capo allenatore della squadra Seattle Storm del 2004 che conquistò il titolo della lega superando, ironicamente, le Sun. Donovan assunse Catherine Proto e Jennifer Gillom come suoi assistenti allenatori per la sua stagione iniziale. Nel 2014, Proto divenne Scouting and Video Operations Manager per le Sun e Steven Key la sostituì come assistente allenatore. Durante la corsa di Anne Donovan come capo allenatore era andata 38-64 in tre stagioni con le Connecticut Sun prima di dimettersi da capo allenatore nel 2015. Curt Miller sarebbe stato nominato capo allenatore delle Connecticut Sun a partire dalla stagione WNBA 2016.

### L'ascesa al vertice della lega (2016-)

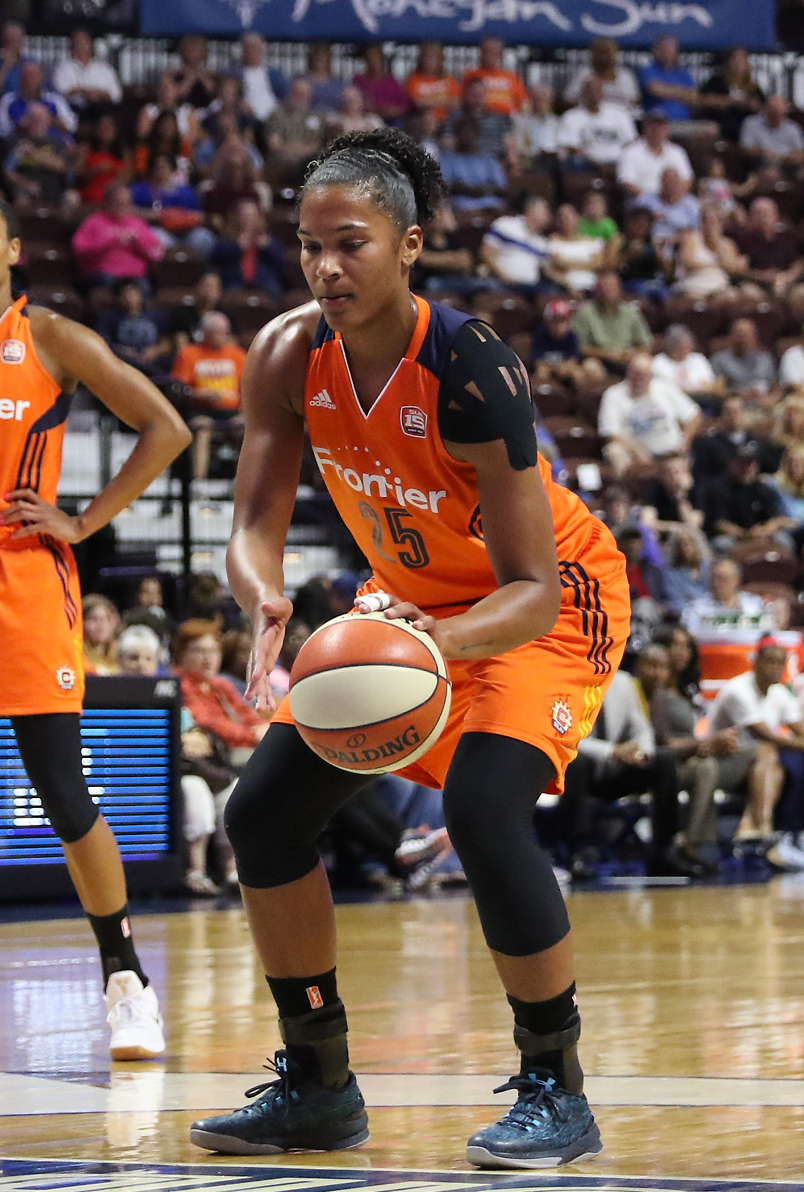
Alyssa Thomas con le Sun nel 2017

Con Curt Miller al timone del Connecticut Sun è stato necessario fare delle mosse nella off-season per mostrare i primi segni di miglioramento. Elizabeth Williams fu mandata agli Atlanta Dream per la quarta scelta assoluta del 2016 di Rachel Banham. Nell'aprile 2016 i Sun scambiarono Chelsea Gray ai Los Angeles Sparks insieme a due scelte di secondo giro nel Draft WNBA 2016 e una scelta di primo giro del 2017 per Jonquel Jones e la selezione di secondo giro delle Sparks nel Draft WNBA 2016.
Nel Draft WNBA 2016, i Connecticut Sun selezionarono Morgan Tuck con la loro terza scelta assoluta. Dopo aver ottenuto tre vittorie in sedici partite nella stagione 2016, le Sun trasferirono Kelsey Bone alle Phoenix Mercury per Courtney Williams e una selezione al secondo giro del Draft WNBA 2017.
Chiudendo la stagione WNBA 2016 le Sun avrebbero vinto undici delle rimanenti venti partite finendo con un record di 14-20 mancando la postseason per tre vittorie. Nel febbraio del 2017, i Sun avrebbero scambiato Camille Little ai Phoenix Mercury per Lynetta Kizer dagli Indiana Fever e l'ottava selezione assoluta Brionna Jones nel Draft WNBA 2017 da una trade a tre squadre. In vista della stagione WNBA 2017, Chiney Ogwumike fu sospesa a causa di un infortunio subito oltreoceano facendole saltare la stagione WNBA 2017. Sarebbe bastato un record di 1-5 nel mese di maggio per ribaltare l'inizio della stagione per Connecticut finendo con 6-2 e 7-2 record in giugno, luglio e agosto per conquistare un posto nei playoff. Il sole avrebbe finito la stagione andando 21-13 solo una vittoria corto di legare il New York Liberty per il titolo di stagione regolare di Eastern Conference. Con i recenti cambiamenti nel 2016 al formato dei playoff, Connecticut ha ottenuto un bye al secondo turno dei WNBA Playoffs contro i Phoenix Mercury. Le Sun persero la loro partita del secondo turno 88-83 e nonostante quella perdita altri successi arrivarono presto. Chiney tornò in azione nella stagione WNBA 2018 mentre Stricklen si dimise per un'altra corsa con i Connecticut Sun.

## Record stagione per stagione
| Disputa Playoff | Campione di Conference | Campione WNBA |

| Stagione        | V   | P   | %    | Playoff                                                                              | Risultato                                                                        |
| --------------- | --- | --- | ---- | ------------------------------------------------------------------------------------ | -------------------------------------------------------------------------------- |
| Connecticut Sun |     |     |      |                                                                                      |                                                                                  |
| 2003            | 18  | 16  | 52,9 | Vince le semifinali di Conference Perde le finali di Conference                      | Connecticut 2, Charlotte 0 Connecticut 0, Detroit 2                              |
| 2004            | 18  | 16  | 52,9 | Vince le semifinali di Conference Vince le finali di Conference Perde le WNBA Finals | Connecticut 2, Washington 1 Connecticut 2, New York 0 Connecticut 1, Seattle 2   |
| 2005            | 26  | 8   | 76,5 | Vince le semifinali di Conference Vince le finali di Conference Perde le WNBA Finals | Connecticut 2, Detroit 0 Connecticut 2, Indiana 0 Connecticut 1, Sacramento 3    |
| 2006            | 26  | 8   | 76,5 | Vince le semifinali di Conference Perde le finali di Conference                      | Connecticut 2, Washington 0 Connecticut 1, Detroit 2                             |
| 2007            | 18  | 16  | 52,9 | Perde le semifinali di Conference                                                    | Connecticut 1, Indiana 2                                                         |
| 2008            | 21  | 13  | 61,8 | Perde le semifinali di Conference                                                    | Connecticut 1, New York 2                                                        |
| 2009            | 16  | 18  | 47,1 |                                                                                      |                                                                                  |
| 2010            | 17  | 17  | 50,0 |                                                                                      |                                                                                  |
| 2011            | 21  | 13  | 61,8 | Vince le semifinali di Conference                                                    | Connecticut 0, Atlanta 2                                                         |
| 2012            | 25  | 9   | 73,5 | Vince le semifinali di Conference Perde le finali di Conference                      | Connecticut 2, New York 0 Connecticut 1, Indiana 2                               |
| 2013            | 17  | 17  | 50,0 |                                                                                      |                                                                                  |
| 2014            | 19  | 15  | 55,9 |                                                                                      |                                                                                  |
| 2015            | 15  | 19  | 44,1 |                                                                                      |                                                                                  |
| 2016            | 17  | 17  | 50,0 |                                                                                      |                                                                                  |
| 2017            | 21  | 13  | 65,6 | Perde il Secondo Turno                                                               | Connecticut 0, Phoenix 1                                                         |
| 2018            | 21  | 13  | 65,6 | Perde il Secondo Turno                                                               | Connecticut 0, Phoenix 1                                                         |
| 2019            | 23  | 11  | 67,6 | Vince le finali di Conference Perde le WNBA Finals                                   | Connecticut 3, Los Angeles 0 Connecticut 2, Washington 3                         |
| 2020            | 10  | 12  | 45,5 | Vince il Primo Turno Vince il Secondo Turno Perde le semifinali di conference        | Connecticut 1, Chicago 0 Connecticut 1, Los Angeles 0 Connecticut 2, Las Vegas 3 |
| 2021            | 26  | 6   | 81,3 | Perde le semifinali di conference                                                    | Connecticut 1, Chicago 3                                                         |
| Totale          | 419 | 341 | 55,1 | 3 titoli di conference                                                               | 3 titoli di conference                                                           |
| Play-off        | 31  | 31  | 50,0 | 0 Titoli WNBA                                                                        | 0 Titoli WNBA                                                                    |

## Squadra attuale
| \| Pos. \| Num. \| Naz. \| Nome \| Altezza \| Peso \| Data nascita \| Provenienza \| \| ----- \| ---- \| ---- \| ------------------- \| ------- \| ------ \| ------------ \| ----------------- \| \| G/AP \| 24 \| \| Bonner, DeWanna \| 193 cm \| 65 kg \| 21-08-1987 \| Auburn \| \| G/AP \| 21 \| \| Carrington, DiJonai \| 180 cm \| 79 kg \| 08-01-1998 \| Baylor \| \| G \| 11 \| \| Clouden, Nia \| 175 cm \| 64 kg \| 17-05-2000 \| Michigan State \| \| G \| 14 \| \| Hartley, Bria \| 175 cm \| 67 kg \| 30-09-1992 \| Virginia Tech \| \| G \| 2 \| \| Hiedeman, Natisha \| 173 cm \| 61 kg \| 10-02-1997 \| Marquette \| \| AP/AG \| 8 \| \| Holmes, Joyner \| 191 cm \| 91 kg \| 22-02-1998 \| Texas \| \| AP/AG \| 42 \| \| Jones, Brionna \| 191 cm \| 104 kg \| 18-12-1995 \| Maryland \| \| AP/AG \| 35 \| \| Jones, Jonquel \| 198 cm \| 86 kg \| 05-02-1994 \| George Washington \| \| AP/AG \| 1 \| \| Sims, Odyssey \| 173 cm \| 70 kg \| 13-07-1992 \| Baylor \| \| AP/AG \| 25 \| \| Thomas, Alyssa \| 188 cm \| 84 kg \| 12-04-1992 \| Maryland \| \| G \| 5 \| \| Thomas, Jasmine \| 175 cm \| 65 kg \| 30-09-1989 \| Duke \| \| G \| 10 \| \| Williams, Courtney \| 173 cm \| 60 kg \| 11-05-1994 \| South Florida \| | Allenatore - Stephanie White Assistente/i - Abi Olajuwon - Briann January Legenda - (C) Capitano - (FA) Free agent - (S) Sospeso - Infortunato Roster · Ultima transazione: 16 aprile 2022 |                                 |                     |         |        |              |                   |
| Pos. | Num. | Naz.                            | Nome                | Altezza | Peso   | Data nascita | Provenienza       |
| G/AP | 24 | Macedonia del Nord (bandiera)   | Bonner, DeWanna     | 193 cm  | 65 kg  | 21-08-1987   | Auburn            |
| G/AP | 21 | Stati Uniti (bandiera)          | Carrington, DiJonai | 180 cm  | 79 kg  | 08-01-1998   | Baylor            |
| G | 11 | Stati Uniti (bandiera)          | Clouden, Nia        | 175 cm  | 64 kg  | 17-05-2000   | Michigan State    |
| G | 14 | Stati Uniti (bandiera)          | Hartley, Bria       | 175 cm  | 67 kg  | 30-09-1992   | Virginia Tech     |
| G | 2 | Stati Uniti (bandiera)          | Hiedeman, Natisha   | 173 cm  | 61 kg  | 10-02-1997   | Marquette         |
| AP/AG | 8 | Stati Uniti (bandiera)          | Holmes, Joyner      | 191 cm  | 91 kg  | 22-02-1998   | Texas             |
| AP/AG | 42 | Stati Uniti (bandiera)          | Jones, Brionna      | 191 cm  | 104 kg | 18-12-1995   | Maryland          |
| AP/AG | 35 | Bosnia ed Erzegovina (bandiera) | Jones, Jonquel      | 198 cm  | 86 kg  | 05-02-1994   | George Washington |
| AP/AG | 1 | Stati Uniti (bandiera)          | Sims, Odyssey       | 173 cm  | 70 kg  | 13-07-1992   | Baylor            |
| AP/AG | 25 | Stati Uniti (bandiera)          | Thomas, Alyssa      | 188 cm  | 84 kg  | 12-04-1992   | Maryland          |
| G | 5 | Stati Uniti (bandiera)          | Thomas, Jasmine     | 175 cm  | 65 kg  | 30-09-1989   | Duke              |
| G | 10 | Stati Uniti (bandiera)          | Williams, Courtney  | 173 cm  | 60 kg  | 11-05-1994   | South Florida     |